# Вест-индский ригсдалер
Вест-индский ригсдалер или датский вест-индский ригсдалер — денежная единица Датской Вест-Индии до 1849 года.
Датская Вест-Индия представляла собой колонию состоявшую из трёх островов в Карибском море — Санта-Крус, Сент-Джон и Сент-Томас. Во второй половине XVII столетия управление над островами получила Датская Вест-Индская компания, затем в 1755 году они перешли в собственность Дании. Для организации денежного обращения на их территории ввели местную денежную единицу, которая по аналогии с валютой метрополии получила название ригсдалера. В 1740 году отчеканили монеты номиналом в 1, 2, 12 скиллингов, а в 1748 году — 12 скиллингов.
После перехода островов под прямое подчинение Дании в 1757—1767 годах нв монетных дворах Копенгагена, Альтоны и Конгсберга для заморских территорий выпустили 6, 12 и 24 скиллинга. В XIX столетии в разные годы чеканили 2, 10 и 20 скиллингов. Все монеты содержали указание «Dansk Amerik(ansk) M(ynt)» (Датская американская чеканка). Первую банкноту номиналом в 6¼ ригсдалера напечатали в 1784 году. Впоследствии в 1788, 1799, 1806, 1814—1815, 1822, 1829, 1836 и 1845 годах выпускали банкноты номиналом в 5, 10, 20, 50 и 100 ригсдалеров.
По аналогии с датским вест-индский ригсдалер соответствовал 96 скиллингам. Курс вест-индского ригсдалера был меньшим относительно ригсдалера метрополии. 1 вест-индский приравнивался к 4⁄5 курантного датского ригсдалера. В 1849 году в Датской Вест-Индии провели монетную реформу, предполагавшую децимализацию основной денежной единицы. Новый вест-индский далер стал равным 100 центам.